# The Oppressed
The Oppressed är ett brittiskt, antifascistiskt Oi!band som började spela 1981. De har alltid haft en stark antifascistisk ställning och det var de som tog SHARP (Skinheads Against Racial Prejudice) till Europa. 
De började som ett vanligt Oi!band och gjorde flera opolitiska demolåtar och även singellåtar. Men när de hade en spelning gjorde en i publiken hitlerhälsning och skrek sieg heil. De avbröt låten och skrek i micken till honom att de hatar nazister och att de inte är nazister och att han ska sluta. Nästa låt samma sak, killen heilade, så de avbröt spelningen och tog ett snack med honom. 
Efter spelningen bestämde de sig för att bli ett uttalat antifascistiskt band, då de ville ha slut på att nazister kallar sig skinheads och då de inte ville ha nazister på sina spelningar.

## Diskografi
- Oi!Oi! Music (1984)
- Fatal Blow (1985)
- Dead & Buried (1988)
- The Best of The Oppressed (1996)
- Music For Hooligans (1996)
- We Can Do Anything (1996)
- More Noize For The Boys (1998)